# 12 gnjevnih ljudi (1957.)
12 gnjevnih ljudi (eng. 12 Angry Men) je film  Sidneyja Lumeta iz 1957. temeljen na istoimenoj drami o članu porote koji mora uvjeriti ostalih 11 članova kako moraju osloboditi osumnjičenog na temelju opravdane sumnje. Film je poznat jer je za snimanje korištena samo jedna prostorija (soba za porotnike), izuzev kratkog prikaza sudnice i toaleta.
U glavnim ulogama pojavili su se: Henry Fonda, Lee J. Cobb, Ed Begley, John Fiedler, E.G. Marshall, Jack Warden, Ed Binns, Martin Balsam, Jack Klugman, George Voskovec, Robert Webber i Joseph Sweeney (njegov zadnji nastup na filmu).

## Radnja
Priča počinje sa završnim riječima odvjetnika u slučaju ubojstva, a sudac nakon toga daje upute članovima porote. Kao i u svakom takvom suđenju, članovi porote moraju anonimno donijeti odluku je li optuženi kriv ili nije. (U američkoj sudskoj praksi neuspjeh u donošenju odluke rezultira poništenjem suđenja). Osumnjičenik u slučaju je mladić koji je optužen da je ubio svog oca. Poroti je rečeno kako će eventualna osuda značiti smrtnu kaznu (nešto što se u današnjem američkom pravosudnom sustavu ne bi moglo dogoditi). Dvanaestorica muškaraca prelaze u sobu za porotu, gdje počinju raspravu. Tokom njihove rasprave, nijedan porotnik ne smije zvati drugog imenom jer su ona nepoznata, ali, međutim, na kraju Sweeneyjev i Fondin lik otkrivaju svoja prezimena. Fondin lik se preziva Davis, a Sweeneyjev McArdle.

## Produkcija
Scenarij Reginalda Rosea za 12 gnjevnih ljudi prvo je iskorišten za televiziju, te je emitiran na CBS-u u okviru programa Studio One 1954. Cijeli materijal te verzije bio je izgubljen, mnogi su pomislili zauvijek, ali je konačno pronađen 2003.
Uspjeh televizijskog filma rezultirao je ekranizacijom na velikom platnu. Henry Fonda je angažirao redatelja  Sidneyja Lumeta, koji je do tada snimao televizijske projekte kao što su Alcoa Hour i Studio One, i Rosea za scenarista. 12 bijesnih ljudi bio je prvi dugometražni Lumetov film, a Fondi i Roseu, koji su producirali film, bila je to prva i zadnja uloga producenata. Fonda je poslije izjavio kako više nikad neće producirati film.
Snimanje je trajalo manje od tri tjedna s budžetom od oko 350 tisuća dolara.

## Kritike
Nakon premijere, kritika je hvalila film. A.H. Weller iz New York Timesa, napisao je: "To je napeta, privlačna i neodoljiva drama koja seže puno dalje od granica zidova porotničke sobe." Međutim, film nije doživio veliki uspjeh: dolazak boje i raskošnih produkcija potisnuli su zanimanje za film, koji nije doživio veliki uspjeh na kino-blagajnama.
Danas se film smatra "klasikom" te ga jednako cijene i kritika i publika: Roger Ebert ga je naveo u svojoj zbirci "Great Movies", a dugo vremena se držao na 14. poziciji 250 IMDb-ih najboljih filmova svih vremena. Osim toga, ima stopostotnu pozitivnu ocjenu kritike i publike na filmskom portalu Rotten Tomatoes. Američki filmski institut proglasio je Porotnika br. 8, kojeg glumi Henry Fonda, 28. najvećim filmskim junakom 20. stoljeća.

## Nagrade
Film je nominiran za Oscare u kategorijama za najboljeg redatelja, najbolji film, priču i scenarij temeljen na materijalu iz nekog drugog medija. Nije osvojio nijednog Oscara,a u svim ovim kategorijama ga je zasjenio Most na rijeci Kwai, koji je osvojio sedam Oscara te godine. Na berlinskom filmskom festivalu, film je osvojio glavnu nagradu, Zlatnog medvjeda.

## Obrada
1997. je snimljen istoimeni televizijski film  Williama Friedkina, u kojem su na nastupili Jack Lemmon, George C. Scott, James Gandolfini, Tony Danza, William Petersen, Ossie Davis, Hurne Cronyn i Courtney B. Vance. U ovom filmu sudac je žena, a četvero porotnika su crnci; u većini drugih aspekata radnje obrada je identična izvorniku, s iznimkom nekih dostignuća modernog svijeta, kao zabrana pušenja u sobi.

## Vanjske poveznice
- 12 gnjevnih ljudi u internetskoj bazi filmova IMDb-a